# Canal de la Vésubie
| Canal de la Vésubie                                                 | Canal de la Vésubie            |
| ------------------------------------------------------------------- | ------------------------------ |
| Canal de la Vésubie auf dem Gebiet der Gemeinde La Roquette-sur-Var |                                |
| Geographie                                                          |                                |
| Staat                                                               | Frankreich                     |
| Koordinaten                                                         | 43° 48′ 59,2″ N, 7° 13′ 3,2″ O |
| Anfang                                                              | Saint-Jean-la-Rivière          |
| Ende                                                                | Gairaut                        |
| Daten                                                               |                                |
| Länge                                                               | 32,7 km                        |
| maximale Höhe                                                       | 271 m                          |
| minimale Höhe                                                       | 245 m                          |
| Geschichte                                                          |                                |
| Baubeginn                                                           | 1881                           |
| Fertigstellung                                                      | 1885                           |

Der Canal de la Vésubie ist ein Wasserbauwerk im Département Alpes-Maritimes; das Aquädukt versorgt die Stadt Nizza mit Trinkwasser.
Der Bau dauerte von 1881 bis 1885. Auf einer Länge von 32 km wechseln sich Strecken und Abschnitte unter freiem Himmel ab. Eingefangen in Saint-Jean-la-Rivière fließt das Wasser auf einem komplexen Kurs zu seinem Endterminal Gairaut.

## Chronologie

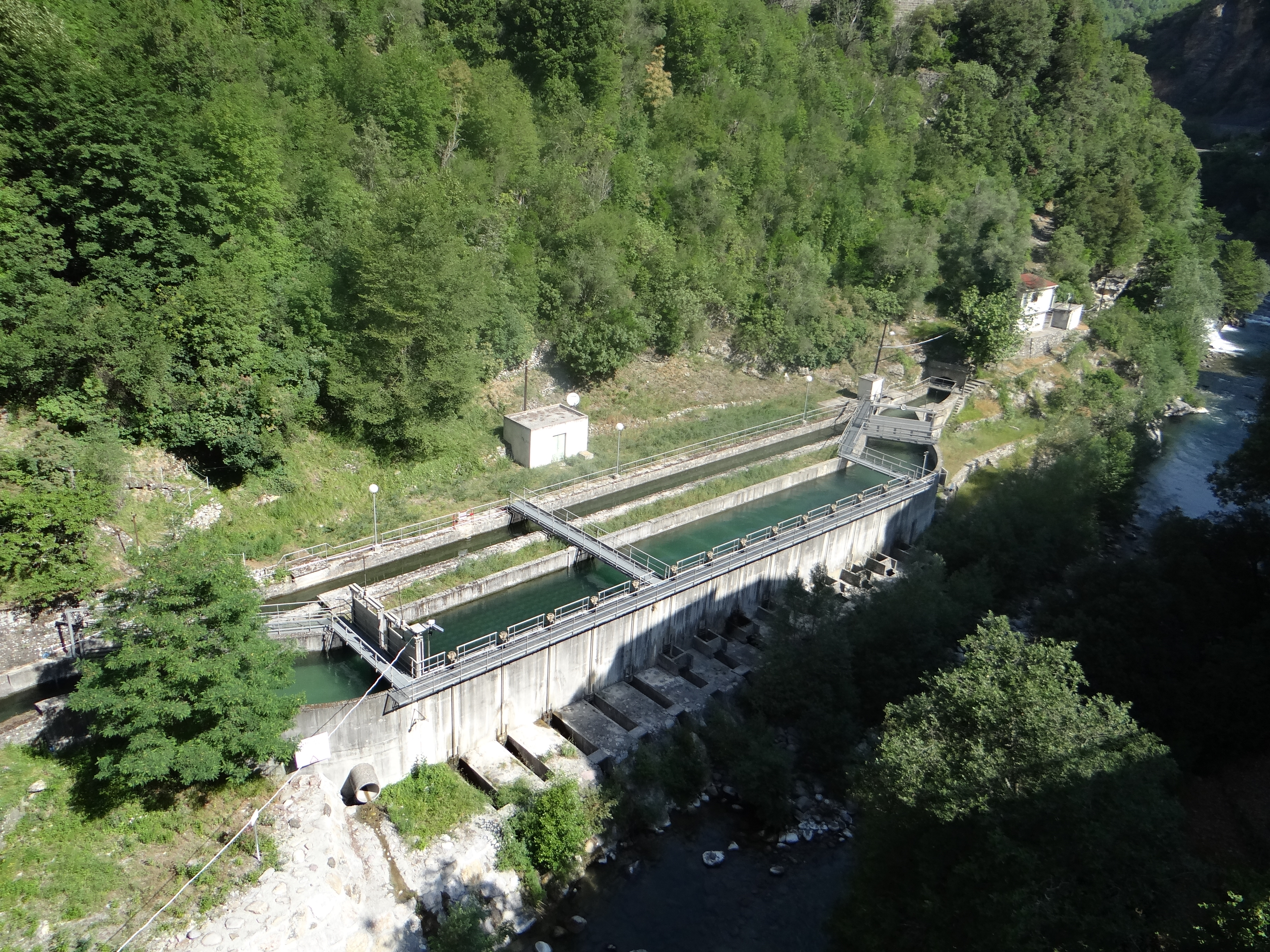
Canal de la Vésubie: Einlaufbauwerk in Saint-Jean-la-Rivière

Die Versorgung der Stadt Nizza mit Trinkwasser war in den Sommermonaten immer problematisch gewesen.
In antiker Zeit bestand die Wasserversorgung auf der Sammlung von Regenwasser in Zisternen oder aus Quellen in den Ausläufern der Berge und dem Bau von Brunnen, um an das Grundwasser unter Paillon zu kommen. Das war im Sommer unzureichend, und in der Jahreszeit litt die Stadt häufig unter langen Trockenperioden.
Nach der Annektierung der Grafschaft Nizza durch Frankreich suchte die französische Verwaltung nach einer Lösung des Problems. 1861 kaufte die Verwaltung die Quelle Sainte-Thècle auf dem Gebiet der Gemeinde Peillon. Eine Studie zeigte, dass das Wasser eine ausreichende Fließgeschwindigkeit hatte und am 4. März 1864 kam das Wasser in Nizza an. Doch durch den Bau der Eisenbahn nach Nizza im selben Jahr sah die Stadt ein Wachstum, das eine Verbesserung der Wasserversorgung notwendig machte.
Die Idee, Wasser vom Oberlauf eines Flusses herzuleiten, stammt vom Beginn des 19. Jahrhunderts. In einem 1803 erschienenen warnenden Buch befürwortete der Mediziner François-Emmanuel Fodéré den Bau eines Kanals, um Wasser von der Vésubie in die Gegend von Nizza zu führen. Nach der Annektierung der Grafschaft Nizza wurde die Wasserversorgung zu einer öffentlichen Aufgabe.
1864 beauftragte die Stadt Nizza die Compagnie générale des eaux mit de Wassermanagement. Der Vertrag zwischen der Stadt Nizza, vertreten durch deren Bürgermeister Malaussena und der Compagnie générale des eaux, vertreten durch ihren Präsidenten Edward-Charles Blount und ihren Vizepräsidenten Paul de Richemont, wurde am 27. Oktober 1869 unterschrieben. 1878 erhielt die Compagnie générale des eaux die Konzession für den Bau und die Nutzung des Wassers der Vésubie. Am 24. Dezember 1878 stimmte Staatspräsident Marschall Mac-Mahon der Konzession zum Bau des Kanals und zur Nutzung des Canal de la Vésubie für die Compagnie Générale des Eaux zu; diese war für die Realisierung des Projektes gegründet worden. Unterstützt wurde das Projekt durch Joseph Durandy.
Der Kanal hat eine Länge von 32 km, davon verlaufen 10 km durch Stollen und befördert täglich 275.000 m3 Wasser von der Entnahmestelle bei Saint-Jean-la-Rivière im Tal der Vésubie.
Das Projekt wurde geplant durch den Ingenieur E. Delacroix, und die Bauarbeiten begannen im folgenden Jahr. 1881 waren die Bauarbeiten gut vorangeschritten, doch fehlende gütliche Einigungen in den Enteignungsverfahren bremsten 1883 die Arbeiten.
1885 war der Bau abgeschlossen und die Compagnie Générale des Eaux veröffentlichte eine Karte im Maßstab 1:1000 mit der Trasse des Bauwerks und seiner sekundären Stollen, um zweifelsfrei die Ansprüche der Grundstückseigentümer für die Durchleitung des Wassers beurteilen zu können.
Dank des Aquäduktes begann von da an der Zierpflanzenbau in Nizza zu entwickeln. Zwischen 1887 und 1894 verursachten schlecht gewartete Filterbecken eine Choleraepidemie und 1898 einen Ausbruch von Typhus, letzterer wiederholte sich 1911.
1892 wurde der Canal de la Vésubie verlängert bis Menton.
Marius-Paul Otto (1870–1939) veröffentlichte 1897 eine These mit dem Titel Recherches sur l’ozone. Die von ihm erfundene Aufbereitungsmethode führte 1907 zum Bau der ersten Wasseraufbereitungsanlage der Welt durch Ozon. Dieses Wasserwerk behandelt das von Sainte-Thècle/Peillon herangeführte Wasser, mit dem die Stadtviertel Nizzas versorgt wurden.
1909 wurde beschlossen, das über den Canal de la Vésubie herangeführte Wasser durch den Bau einer Wasseraufbereitungsanlage durch Ozonierung in Rimiez zu behandeln. Diese Anlage konnte 13.000 m3 am Tag verarbeiten. Diese erste Anlage ist inzwischen stillgelegt, wurde aber durch eine neue Anlage in Super Rimez ersetzt, die in sechs Schritten 150.000 m3 am Tag behandeln kann.
In den Jahren 1959 und 1960 führten Erdrutsche in der Gemeinde Castagniers zur Unterbrechung des Kanals auf mehreren Dutzend Metern Länge. 1991 wurde der Abschnitt, der im Stadtviertel Gairaut unter freiem Himmel verläuft, in einen Tunnel verlegt, außerdem wurde der Abschnitt zwischen der Cascade de Gairaut und der Aufbereitungsanlage in Super Rimiez erneuert.
Mehrere Teile des Kanals sind seit dem 28. November 2001 als Monument historiques registriert:
- die Einleitung des Wassers in Saint-Jean-la-Rivière,[10] innerhalb der Gemeinde Utelle
- der Stollen Saint-Blaise[11] auf dem Gebiet der Gemeinden La Roquette-sur-Var und Saint-Blaise,
- der Abschnitt des Kanals zwischen den kleinen Tälern Garde und Costa Rasta[12]

## Bibliographie
- Jean-Bernard Lacroix: La question de L’eau à Nice. S. 177–208, Nice-Historique, Jahrgang 2003, no 4 (nicehistorique.org).
- Jacques Gastaldi: Les eaux de la Vésubie arrivent à Nice lors de L’Exposition internationale, 1883–1884. S. 209–213, Nice-Historique, Jahrgang 2003, no 4 (nicehistorique.org).